# Damita Jo (álbum)
Damita Jo é o oitavo álbum de estúdio da cantora americana Janet Jackson, lançado em 30 de março de 2004, pela Virgin Records. O título do álbum leva o segundo nome de Jackson. Sua música incorpora estilos rock, eletro, house e hip hop, além do dance-pop e R&B. Seu conceito é baseado nas personalidades alternativas de Jackson; explorando temas envolvendo intimidade, monogamia, amor e dança. Sua produção é derivada de produtores incluindo Dallas Austin, Cathy Dennis, Scott Storch, BAG & Arnthor, Rich Harrison, Télépopmusik, Just Blaze e Kanye West; além de Jackson e Jam & Lewis.
Gravado ao longo de dezoito meses, foi o projeto de Jackson que levou mais tempo para ser completado. Jackson procurou encontrar produtores que se identificassem com suas emoções, pretendendo "música dance vigorosa". Os múltiplos personagens retratados incluem a obstinada "Damita Jo" e a lasciva "Strawberry". Jackson afirmou que elas eram "outra maneira de expressar e expor uma parte mais profunda de mim", comparando seu processo de escrita com o de um romancista; inventando personagens com personalidades independentes. Jackson afirmou que as personagens acima mencionadas moravam dentro dela, afirmando que era "maravilhoso" libertá-las.
Antes de sua conclusão, Jackson realizou um medley de sucessos no show do intervalo do Super Bowl XXXVIII. A apresentação terminou com o peito de Jackson sendo exposto pelo convidado surpresa Justin Timberlake. Os conglomerados envolvidos com a transmissão que receberam multas maciças pela FCC, incluindo a Viacom e a CBS, além das subsidiárias MTV e Infinity Broadcasting, impuseram que os singles e videoclipes de Jackson fossem incluídos em uma lista negra de vários formatos de rádio e canais musicais em todo o mundo, enquanto Timberlake não foi afetado.
O álbum recebeu críticas geralmente favoráveis de críticos de música. Ele tornou-se no segundo álbum com as vendas mais altas de Jackson na primeira semana nos Estados Unidos, e ganhou certificado de platina. Damita Jo vendeu mais de três milhões de cópias em todo o mundo. Recebeu uma indicação ao Grammy Awards por Melhor Álbum de R&B Contemporâneo. O álbum gerou três singles comerciais: "Just a Little While", "I Want You" e "All Nite (Don't Stop)". Devido à lista negra que afetou seu desempenho geral, o álbum foi considerado subestimado por jornalistas de música em retrospectiva.

## Antecedentes e desenvolvimento
Antes de iniciar as gravações, Jackson experimentou grande sucesso com All for You (2001). O single de mesmo nome alcançou a posição número um por sete semanas nos Estados Unidos, tornando-se o maior sucesso do ano, e alcançou sucesso internacionalmente. Jackson embarcou na All for You World Tour, que atraiu mais de doze milhões de telespectadores em sua transmissão na rede de televisão HBO. Jackson também gravou o tema inédito para o filme Chicago. A vida pessoal de Jackson tornou-se um assunto de atenção da mídia; em particular seus rumores de romance com o ator Matthew McConaughey, o artista musical Justin Timberlake e o produtor Jermaine Dupri.
Jackson considerou adiar a música para outros planos de carreira, mas finalmente decidiu gravar um novo álbum. Jackson tentou vários novos estilos musicais; explorando liricamente sua sexualidade de forma mais explícita e livre. Um tema central de personalidades divididas é incorporado ao conteúdo de várias canções. Jackson afirmou "Isso mostra os diferentes lados de mim, os diferentes personagens que sinto que mostro em diferentes momentos da minha vida" [...] "Estou me divulgando um pouco mais neste álbum, e é definitivamente muito mais íntimo. Esse é outro lado de mim que as pessoas viram, mas não neste nível". Comparando o processo de produção com a direção, Jackson procurou por "pessoas sensíveis que possam expressar tecnicamente o que estou passando emocionalmente" enquanto buscava novos colaboradores. Jimmy Jam acrescentou: "Seus álbuns são sempre o que ela está pensando no momento". "Seus pensamentos podem mudar daqui a seis meses. Sua maior coisa é ser honesta com seus fãs. Qualquer coisa que ela queira falar, está vindo de seu coração". Dallas Austin disse "ela sempre mostra o que está acontecendo com sua vida por meio de seus discos, revela a fase em que ela está e traz essa experiência". O representante de Jackson, Stephen Huvane, afirmou: "Pessoalmente, ela não se sente confortável em ser Janet em público [...] Quando ela está se apresentando, é uma coisa diferente. Sempre planejamos que, quando o álbum fosse lançado, faríamos a promoção adequada". O produtor Jimmy Jam comentou: "Entre os álbuns, ela gosta de viver a vida, recarregar suas baterias e poder compartilhar suas experiências. Isso não só eleva seu nível artístico, como ela consegue falar sobre as coisas pelas quais está passando – e outras pessoas podem se relacionar. Essa é uma das coisas que permite que ela se conecte verdadeiramente com os fãs".
Identidades alternativas apresentadas incluem "Damita Jo", uma persona agressiva mencionada durante a faixa-título do álbum e "Sexhibition", e "Strawberry", uma artista lasciva que surge em "Strawberry Bounce". Falando sobre a persona, Jackson disse: "Ela é outra maneira de expressar e expor uma parte mais profunda de mim". "Damita Jo" é "muito mais dura e rápida para colocar você em seu lugar. Ela não senta e pondera sobre as coisas, onde eu irei, 'Devo ou não devo?', Ela é mais durona do que eu. Depois, há Strawberry. Ela é a mais sexual de todas, a mais selvagem". A revista Blender comentou que a última identidade representa "uma época em que ela não precisa ser a educada e profissional Janet e pode se transformar em um morango cru e irrestrito". Jackson acrescentou: "Não é uma indulgência diária. Nem mesmo toda semana Mas de vez em quando eu gosto de brincar nesse modo". Jackson disse que os personagens "absolutamente" vivem dentro dela, exclamando "é maravilhoso" liberá-los. O conceito é explorado em "Looking for Love", no qual Jackson diz que cada indivíduo é composto de "muitas pessoas reunidas em uma", unificadas por um motivo semelhante de busca de amor, companheirismo ou identidade.

## Lista de faixas
| Damita Jo – Edição padrão |                                     | |                                                           |         |  |
| N.º                       | Título                              | Compositor(es)                                                                                                 | Produtor(es)                                              | Duração |  |
| 1.                        | "Looking for Love"                  | Janet Jackson David Ritz Fabrice Dumont Christophe Hetier Stephan Haeri                                        | Jimmy Jam & Terry Lewis J. Jackson Télépopmusik           | 1:29    |  |
| 2.                        | "Damita Jo"                         | J. Jackson James Harris III Terry Lewis Bobby Ross Avila Issiah J. Avila                                       | Jimmy Jam & Terry Lewis J. Jackson B. R. Avila [a] Iz [a] | 2:46    |  |
| 3.                        | "Sexhibition"                       | J. Jackson Dallas Austin Gregory "Ruckus" Andrews                                                              | Austin                                                    | 2:29    |  |
| 4.                        | "Strawberry Bounce"                 | J. Jackson Kanye West Harris Lewis Tony "Prof T" Tolbert Shawn Carter Irving Lorenzo Jeffrey Atkins Robin Mays | West Jimmy Jam & Terry Lewis J. Jackson                   | 3:11    |  |
| 5.                        | "My Baby" (com part. de Kanye West) | West Sean Garrett J. Jackson Joni-Ayanna Portee                                                                | West Jimmy Jam & Terry Lewis J. Jackson                   | 4:17    |  |
| 6.                        | "The Islands"                       | J. Jackson Harris Lewis                                                                                        | Jimmy Jam & Terry Lewis J. Jackson                        | 0:39    |  |
| 7.                        | "Spending Time with You"            | J. Jackson Harris Lewis B. R. Avila I. J. Avila                                                                | Jimmy Jam & Terry Lewis J. Jackson B. R. Avila [a] Iz [a] | 4:14    |  |
| 8.                        | "Magic Hour"                        | J. Jackson Harris Lewis                                                                                        | Jimmy Jam & Terry Lewis J. Jackson                        | 0:23    |  |
| 9.                        | "Island Life"                       | J. Jackson Scott Storch Cathy Dennis                                                                           | Storch Jimmy Jam & Terry Lewis J. Jackson                 | 3:53    |  |
| 10.                       | "All Nite (Don't Stop)"             | J. Jackson Harris Lewis Tolbert Anders Bagge Arnthor Birgisson Herbie Hancock Paul Jackson Melvin M. Ragin     | Bag & Arnthor J. Jackson                                  | 3:26    |  |
| 11.                       | "R&B Junkie"                        | J. Jackson Harris Lewis Tolbert Michael Jones Nicholas Trevisick                                               | Jimmy Jam & Terry Lewis J. Jackson                        | 3:11    |  |
| 12.                       | "I Want You"                        | Harold Lilly West Burt Bacharach Hal David John Stephens                                                       | West Jimmy Jam & Terry Lewis J. Jackson                   | 3:57    |  |
| 13.                       | "Like You Don't Love Me"            | J. Jackson Harris Lewis B. R. Avila I. J. Avila                                                                | Jimmy Jam & Terry Lewis J. Jackson B. R. Avila [a] Iz [a] | 3:31    |  |
| 14.                       | "Thinkin' Bout My Ex"               | Tanya White Babyface Andy Cramer                                                                               | Babyface                                                  | 4:36    |  |
| 15.                       | "Warmth[b]"                         | J. Jackson Harris Lewis [Dana Stinson Tolbert                                                                  | Rockwilder Jimmy Jam & Terry Lewis J. Jackson             | 3:44    |  |
| 16.                       | "Moist[b]"                          | J. Jackson Harris Lewis B. R. Avila I. J. Avila Tolbert                                                        | Jimmy Jam & Terry Lewis J. Jackson B. R. Avila [a] Iz [a] | 4:54    |  |
| 17.                       | "It All Comes Down to Love"         | J. Jackson Harris Lewis                                                                                        | Jimmy Jam and Terry Lewis J. Jackson                      | 0:39    |  |
| 18.                       | "Truly"                             | J. Jackson Harris Lewis                                                                                        | Jimmy Jam and Terry Lewis J. Jackson                      | 3:59    |  |
| 19.                       | "The One"                           | J. Jackson Ritz Harris Lewis                                                                                   | Jimmy Jam and Terry Lewis J. Jackson                      | 1:02    |  |
| 20.                       | "SloLove"                           | J. Jackson Shelly Poole Tommy Danvers Bagge Birgisson                                                          | Bag & Arnthor J. Jackson                                  | 3:44    |  |
| 21.                       | "Country"                           | J. Jackson Harris Lewis                                                                                        | Jimmy Jam and Terry Lewis J. Jackson                      | 0:31    |  |
| 22.                       | "Just a Little While"               | J. Jackson Austin                                                                                              | Austin                                                    | 4:11    |  |
| Duração total:            | Duração total:                      | Duração total:                                                                                                 | Duração total:                                            | 64:46   |  |

| Damita Jo – Edição japonesa (faixas bônus) |                     | |                          |         |  |
| N.º                                        | Título              | Compositor(es)                                                                                     | Produtor(es)             | Duração |  |
| 23.                                        | "I'm Here"          | J. Jackson Bagge Birgisson Dennis                                                                  | Bag & Arnthor J. Jackson | 4:16    |  |
| 24.                                        | "Put Your Hands On" | J. Jackson Karen Poole Bagge Birgisson Edward Fletcher Sylvia Robinson Melvin Glover Clifton Chase | Bag & Arnthor J. Jackson | 3:56    |  |
| Duração total:                             | Duração total:      | Duração total:                                                                                     | Duração total:           | 73:12   |  |

Notes
- ↑a  denota um co-produtor
- ↑b  nas versões censuradas do álbum,  "Warmth" e "Moist" não estão incluídas devido o conteúdo explícito e "Sexhibition" é renomeada como "Exhibition".[13]

Créditos de samples
- "Strawberry Bounce" contém elementos de "Can I Get A..." de Jay-Z com participação de Amil and Ja Rule.
- "All Nite (Don't Stop)" contém elementos de "Hang Up Your Hang Ups" de Herbie Hancock.
- "R&B Junkie" contém elementos de "I'm in Love" de Evelyn King.
- "I Want You" contém elementos de "Close to You" de B.T. Express.
- "Put Your Hands On" contém elementos de "The Message" escrita por Edward Fletcher, Sylvia Robinson, Melvin Glover e Clifton Chase.